# وراتریدین
وراتریدین (به انگلیسی: Veratridine) با فرمول شیمیایی C36H51NO11 یک ترکیب شیمیایی با شناسه پاب‌کم 6280 است. که جرم مولی آن ۶۷۳٫۷۹ گرم بر مول می‌باشد. 